# 奥斯佩达莱蒂
奥斯佩达莱蒂（義大利語：Ospedaletti），是意大利因佩里亚省的一个市镇。总面积5.15平方公里，人口3630人，人口密度704.9人/平方公里（2009年）。ISTAT代码为008039。

## 友好城市
- 法國滨海苏拉克